# خليل هندي
خليل هندي (1944 - ) عالِم وبروفيسور وأكاديمي فلسطيني ولد في قرية الطنطورة قرب حيفا عام 1944، وعاش مع عائلته لاجئاً منذ العام 1948 وحتى العام 1962 في مدينة طولكرم في فلسطين. حصل على منحة دراسية انتقل على إثرها إلى لبنان للدراسة في الجامعة الأمريكية في بيروت. وعاش في إنجلترا (في مدينتي مانشستر ولندن) بين العام 1971 و العام 2002 حين بدأ العمل في الجامعة الأمريكية في بيروت. وبالإضافة إلى البحث العلمي، كتب من حين لآخر في الشؤون الفلسطينية والعربية. عين رئيساً لجامعة بيرزيت في بداية العام الأكاديمي 2010-2011.

## تحصيله العلمي
تلقى تعليمه الابتدائي والإعدادي والثانوي في مدارس مدينة طولكرم؛ حيث درس في المدرسة الفاضلية بالمدينة، ثم حصل على درجة البكالوريوس والماجستير والدكتوراه في الهندسة الكهربائية، إصافة إلى دكتوراه عليا في العلوم الإدارية.

## السيرة المهنية
بين شهر كانون الأول من العام 2008 وآب من العام 2010 عمل هندي كعميد مشارك وأستاذ كرسي للعلوم الإدارية في كلية الإدارة في الجامعة الأمريكية في بيروت، وبين شهر كانون الأول 2002 وكانونه الأول 2008 كان أستاذ كرسي للإدارة الهندسية في كلية الهندسة وفي الوقت نفسه أستاذ كرسي للعلوم الإدارية في كلية الإدارة في الجامعة الأمريكية ببيروت. وخلال الفترة ما بين شهر كانون الأول عام 1998 وكانون الأول 2002 عمل أستاذ كرسي هندسة الأنظمة في جامعة برونل في إنكلترا. ولمدة عشر سنوات حتى العام 1998 درّس د. هندي في جامعة مانشستر وقبلها لمدة ثماني سنوات في جامعة ساوث بانك في لندن.
وهو أيضًا ناشط في العمل التطوعي؛ وعضو في مجلس أمناء مؤسسة عبد المحسن القطَّان، عضو في مجلس أمناء مؤسسة الدراسات الفلسطينية، وفي الجمعية العمومية لمؤسسة التعاون، كما كان عضواً في الهيئة العامة لصندوق الاستثمار الفلسطيني.

## المؤهلات الأكاديمية
- بكالوريوس في الهندسة الإلكترونية من الجامعة الأمريكية في بيروت، حزيران 1967
- ماجستير في الهندسة الإلكترونية من جامعة مانشستر،آذار 1973
- دكتوراة في الهندسة الإلكترونية من جامعة مانشستر، آذار 1976
- دكتوراة عليا في العلوم الإدارية من جامعة برونل، عام 2000

## جوائز
نال هندي الجوائز العلمية التالية:
- مهندس مرخص (CEng) في بريطانيا.[4]
- زميل معهد المهندسين الكهربائيين (FIEE) في بريطانيا.[4]
- زميل معهد الرياضيات وتطبيقاتها (FIMA) في بريطانيا.[4]
- زميل جمعية الحاسبات البريطانية (FBCS).[4]
- زميل في الجمعية الملكية البريطانية لتشجيع الفنون والصناعة والتجارة (FRSA).[4]

## النشاطات الاستشارية
عمل هندي كاستشاري لعدة شركات، من بينها مختبرات شركة يونيلفر للأبحاث، مركز البحوث المائية، شركة سيارات جاغوار، شركة فريسكيز المحدودة (فرع لشركة نستله) وعدة شركات صغيرة ومتوسطة.